# U–331
A VIIC típusú U–331 tengeralattjárót a német haditengerészet rendelte a emdeni Nordseewerke-től 1939. szeptember 23-án, majd 1941. március 31-én állították szolgálatba. A hajó az angol HMS Barham csatahajó 1941. november 25-i elsüllyesztése miatt vált híressé.

## Pályafutása

### Az első őrjárat
A hajó parancsnoka Hans-Diedrich von Tiesenhausen volt, akinek irányítása alatt a kieli kikötőből 1941. július 2-án futott ki első őrjáratára a tengeralattjáró. Eseménytelen atlanti-óceáni őrjárat után augusztus 19-én kötött ki a franciaországi Lorient kikötőjében.

### A második őrjárat
Szeptember 24-én futott ki Lorient-ből a Földközi-tenger irányába. Október 10-én Sidi Barrani közelében megtámadott három brit harckocsi-szállító hajót. Az elhibázott torpedóvetés után a fedélzeti ágyúval támadta a hajókat, kisebb károkat okozva a HMS TLC-18-nak. Miután egy brit lövedék eltalálta a parancsnoki tornyát (két tengerész sérülését okozva), félbeszakította a támadást és Szalamisz felé vette az irányt, ahova a következő napon sikeresen megérkezett.

### A harmadik őrjárat, az HMS Barham elsüllyesztése

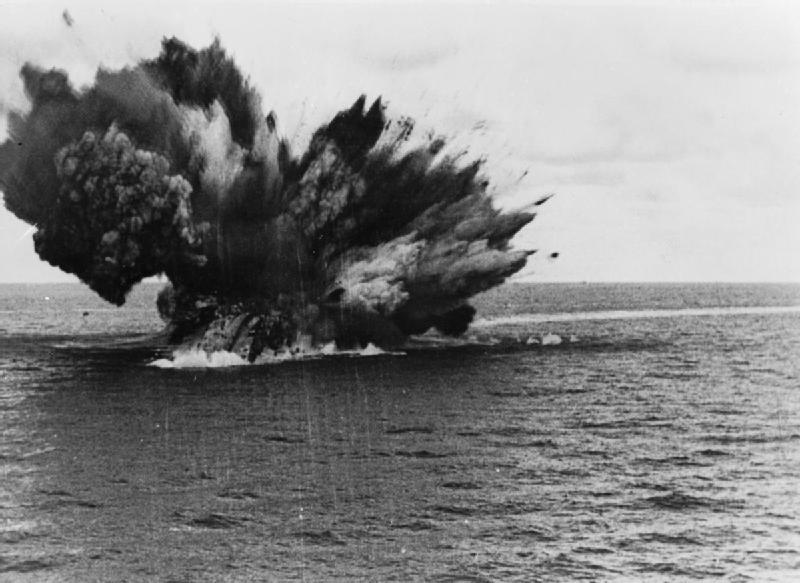
Az HMS Barham felrobbanása, 1941. november 25.

A javítások befejeztével november 12-én kifutott Szalamiszból, hogy diverzánsokat tegyen partra Egyiptom partjainál. November 17-én a Branderburg hadosztály hét tagját tette partra, akik később sikertelenül támadták a part menti vasútvonalat.[1].
November 25-én rátalált a Queen Elizabeth-osztályú HMS Barham csatahajóra, és három torpedót lőtt ki rá. A csatahajó megsérült, elkezdett átfordulni, majd felrobbant a lőszerraktára és elsüllyedt, 861 tengerészt megölve. (395 tengerész megmenekült).
Az U-331 december 3-án kötött ki Szalamiszban, ahol Tiesenhausen-t előléptették és megkapta a Lovagkeresztet.

### A negyedik őrjárat
1942. január 14-én elhagyta Szalamiszt, majd az egyiptomi partok melletti sikertelen portyázás után La Spezia felé indult, ahova február 28-án érkezett meg.

### Az ötödik őrjárat
Április 4-én hagyta el La Spezia-t, majd az előző őrjárathoz hasonlóan sikertelenül portyázott az egyiptomi partok mellett. Végül április 19-én kötött ki Szalamiszban.

### A hatodik-kilencedik őrjáratok
A következő négy őrjárata során is sikertelen maradt, miközben május és szeptember között az észak-afrikai partok előtt cirkált Messina és La Spezia kikötőjét használva támaszpontul.

### Az utolsó őrjárat
Az U-331 november 7-én futott ki az utolsó őrjáratára La Spezia kikötőjéből. Feladata a Torch-hadművelet akadályozása volt. Két nappal később rátalált az amerikai 8600 tonnás USS Leedstown csapatszállító hajóra Algír közelében. A Leedstown előző éjszaka tett partra csapatokat, majd torpedótámadást szenvedett el egy német Ju 88 bombázótól, amiben komolyan megsérült. Az U–331 négy torpedót lőtt ki a csapatszállítóra, melyek közül kettő találatot ért el. A legénysége elhagyta a süllyedő hajót, mely két órával később elmerült.
Másnap, november 13-án egy kísérőhajó felfedezte az U-331-et és vészmerülésre kényszerítette, melynek során a tengeralattjáró a tengerfenéknek csapódva megsérült.

### A hajó végzete
November 17-én Algír közelében az egyik fedélzeti nyílása súlyosan megsérült egy Lockheed Hudson bombázó támadása során, így elvesztette merülőképességét. A bombázó rádión jelentette a merülésképtelen tengeralattjáró pozícióját. A brit HMS Wilton romboló parancsot kapott, hogy foglalja el a tengeralattjárót, de mielőtt ez megtörténhetett volna, a HMS Formidable repülőgép-hordozó három Fairey Albacore torpedóvető repülőgépe elsüllyesztette azt. A legénység 32 tagja életét vesztette, 17 tengerész (beleértve a parancsnokot is) megmenekült.

## Kapitánya
| Név                            | Kezdőnap          | Zárónap            |
| ------------------------------ | ----------------- | ------------------ |
| Hans-Diedrich von Tiesenhausen | 1941. március 31. | 1942. november 17. |

## Elsüllyesztett és megrongált hajók
| Nap                | Hajó          | Nemzetisége                  | Vízkiszorítása (brt) | Sorsa      |
| ------------------ | ------------- | ---------------------------- | -------------------- | ---------- |
| 1941. október 10.  | HMS TLC-18    | Brit Királyi Haditengerészet | 372                  | Megsérült  |
| 1941. november 25. | HMS Barham    | Brit Királyi Haditengerészet | 31100                | Elsüllyedt |
| 1942. november 9.  | USS Leedstown | USA Haditengerészet          | 9135                 | Elsüllyedt |